# Freddy Mayola
Freddy Santiago Mayola Fernández  (né le 1er novembre 1977 à La Havane) est un athlète cubain, spécialiste du sprint.

## Biographie
Freddy Mayola est médaille de bronze sur 4 x 100 m aux Jeux olympiques de 2000.

### Palmarès
| Date | Compétition                    | Lieu     | Résultat | Épreuve   | Performance |
| ---- | ------------------------------ | -------- | -------- | --------- | ----------- |
| 1999 | Jeux panaméricains             | Winnipeg | 2e       | 100 m     | 10 s 10     |
| 2000 | Jeux olympiques                | Sydney   | 3e       | 4 × 100 m | 38 s 04     |
| 2001 | Championnats du monde en salle | Lisbonne | 4e       | 60 m      | 6 s 55      |
| 2002 | Coupe du monde des nations     | Madrid   | 2e       | 4 × 100 m | 38 s 32     |

### Records
| Épreuve              | Performance | Lieu      | Date            |
| -------------------- | ----------- | --------- | --------------- |
| 60 mètres (en salle) | 6 s 49      | Madrid    | 16 février 2000 |
| 100 mètres           | 10 s 10     | Réthymnon | 25 juillet 1999 |
| 200 mètres           | 20 s 99     | Madrid    | 23 juin 2004    |